# یواس‌اس بندرا (ای‌پی‌ای-۱۳۱)
یواس‌اس بندرا (ای‌پی‌ای-۱۳۱) (به انگلیسی: USS Bandera (APA-131)) یک کشتی بود که طول آن ۴۵۵ فوت (۱۳۹ متر) بود. این کشتی در سال ۱۹۴۴ ساخته شد.